# Biblioteca Van Pelt
La biblioteca Van Pelt es la biblioteca principal de la Universidad de Pensilvania. El edificio fue diseñado por los arquitectos Harbeson, Hough, Livingston, y Larson, y construido en 1962. Cuenta con una superficie bruta de 18 693 m². Además de ser la biblioteca principal del campus de ciencias sociales y humanidades, que también alberga la Biblioteca Lippincott de la Wharton School, de la biblioteca de música Ormandy, y varios libros y manuscritos muy raros. La Biblioteca Henry Charles Lea se encuentra en la sexta planta de la biblioteca. También cuenta con el Information Commons Weigle, que se encuentra en el lado oeste de la primera planta.
Posee unas columnas enormes, la biblioteca hace una presencia importante en el campus. Una gran escultura de arte moderno, llamado The Button, se encuentra en la entrada sur.

## Historia
La biblioteca Van Pelt se construyó en 1962 y sustituyó a la Biblioteca Fisher de Bellas Artes como biblioteca principal. En 1966, se agregó el ala Dietrich, y el nombre oficial del edificio se cambió a Van Pelt-Dietrich Library Center.
En 2006, se construyó Weigle Information Commons. El Centro de Kislak para Colecciones Especiales, Libros Raros y Manuscritos, un espacio recientemente reconfigurado de 2508 m² inaugurado en 2013. Esta renovación incluyó un sexto piso renovado con espacio de galería, salas de reuniones, la Biblioteca Horace Howard Furness Shakespeare, un pabellón con paredes de vidrio y espacios para estudio y eventos, así como una expansión de colecciones especiales en el quinto piso.